# دي جي أنتوني ماني
دي جي أنتوني ماني (بالإنجليزية: DJ Cash Money)‏ هو منتج أسطوانات وملحن ودي جيه أمريكي، ولد في 1964.

## وصلات خارجية
- الموقع الرسمي
- دي جي أنتوني ماني على موقع ميوزك برينز (الإنجليزية)
- دي جي أنتوني ماني على موقع ديسكوغز (الإنجليزية)